# Norm Ender
Pour les articles homonymes, voir Ender.
Ender Eroğlu dit Norm Ender, né le 25 mars 1985 à Izmir, est un rappeur turc.

## Discographie

### Albums
- 2010 : Enderground
- 2010 : İçinde Patlar
- 2017 : Aura